# ريكس أ. ويد
ريكس أ. ويد (بالإنجليزية: Rex A. Wade)‏ هو مؤرخ أمريكي، ولد في 1936.